# یاسر عکره
یاسر عکره (عربی: علي ياسر عكرة؛ زادهٔ ۲ ژانویهٔ ۱۹۸۵) یک ورزشکار اهل سوریه است.
از باشگاه‌هایی که در آن بازی کرده‌است می‌توان به الجیش سوریه اشاره کرد.